# Classificação de Blytt-Sernander
A classificação de Blytt-Sernander, ou sequência, é uma série de idades ou fases climáticas do norte da Europa baseados no estudo das turfeiras dinamarquesas de Axel Blytt (1876) e Rutger Sernander (1908). A classificação foi incorporada em uma sequência de zona de pólen posteriormente definidas por Lennart von Post, um dos fundadores da palinologia.

## Sequência
Fases ou idades do Pleistoceno:
- Herming (~117 ka – ~115 ka)
- Amersfoort (~115 ka – ~100 ka)
- Brørup (~100 ka – ~93 ka)
- Rederstall (~93 ka – ~85 ka)
- Odderade (~85 ka – ~74 ka)
- Schalkholz (~74 ka – ~60 ka)
- Oerel (~60 ka – ~57.7 ka)
- Ebersdorf (~57.7 – ~53.5 ka)
- Glinde (~53.5 – ~51.6 ka)
- Moershoofd (~51.6 ka – ~48.7 ka)
- Hengelo (~48.7 ka – ~39 ka)
- Denekamp (~39 ka – ~32 ka)
- Brandenburg (~32 ka – ~24 ka)
- Frankfurt (~24 ka – ~22.3 ka)
- Pommern (~22.3 ka – ~17.6 ka)
- Mecklenburg (~17.6 ka – ~17 ka)
- Meiendorf (~17 ka – ~15 ka)
- Dryas mais antigo (~15 ka – 14.6 ka)
- Bølling (14.6 ka – 14 ka)
- Dryas antigo (14 ka – 13.9 ka)
- Allerød (13.9 ka – 12.9 ka)
- Dryas recente (12.9 ka – 10.3 ka)

Fases ou idades do Holoceno:
- Pré-boreal (10.3 ka – 9 ka)
- Boreal (9 ka – 7.5 ka)
- Atlântico (7.5 ka – 5 ka)
- Subatlântico (5 ka – 2.5 ka)
- Sub-boreal (2.5 ka – presente)